# Pekings Nationalstadion
Pekings Nationalstadion (officiellt engelskt namn National Stadium, kinesiska: 国家体育场), även kallad Fågelboet (Bird's Nest, 鸟巢 Niǎocháo), är en idrottsarena i Peking, Kina, som byggdes till OS 2008. Den var huvudarena under de olympiska och paralympiska sommarspelen 2008. Efter spelen har den använts för större evenemang inom underhållning och idrott.
Normalkapaciteten är 80 000 vid idrottsevenemang. Under OS 2008 fanns det totalt 91 000 sittplatser, men 11 000 av dem var temporära.

## Byggnation
I oktober 2002 utlystes en internationell tävling för utformningen av arenan. Den vanns av Fågelboet, som utformades av den schweiziska arkitektfirman Herzog & de Meuron tillsammans med ARUP Consulting Company och China Architecture Design and Research Group. Byggstarten skedde 24 december 2003. Ett uppehåll i byggnationen gjordes i fem månader 2004 för att göra kvalitetsjusteringar. Arenan öppnades för allmänheten första gången den 18 april 2008, men var inte helt färdigbyggd förrän den 28 juni.
Konstruktionen består av en stålstomme. Exteriört har arenan ett myller av stålbalkar. Den totala byggarean är 20,4 hektar, med en golvarea på 258 000 kvadratmeter. Arenan är 333 meter lång, 294 meter bred och 69 meter hög. Totalt väger konstruktionen 44 000 ton.

## Läge
Arenan är belägen i den sydöstra delen av Olympiaparken, i norra delen av centrala Peking. Bredvid arenan ligger simstadion Vattenkuben.

## Användning

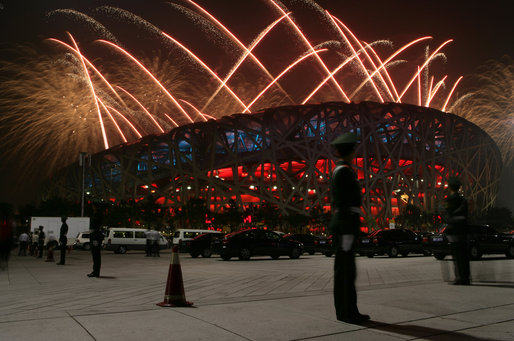
Invigningsceremonin till OS 2008.

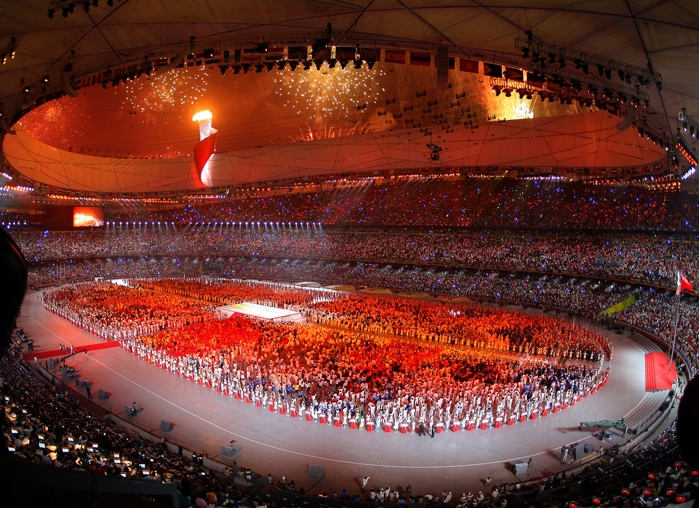
Invigningsceremonin till OS 2008, inuti arenan.

Både invignings- och avslutningsceremonierna i de olympiska sommarspelen 2008 hölls på arenan, liksom i de paralympiska sommarspelen 2008.
Under OS användes arenan vid målgångarna i maraton och gång. Friidrotten höll till där, så det innevarande världsrekordet på 100 meter slogs där av Usain Bolt den 16 augusti 2008. I samband med OS tog Bolt även rekordet på 200 meter, och Jelena Isinbajeva slog världsrekord i damernas stavhopp på arenan. Det spelades dessutom ett antal fotbollsmatcher där i herrarnas fotbollsturnering.
Även vid paralympiska spelen användes arenan för tävlingarna i friidrott.
Arenan användes även för Världsmästerskapen i friidrott 2015.